# Scytalaspis quadriclavata
Scytalaspis quadriclavata är en insektsart som beskrevs av Ferris 1955. Scytalaspis quadriclavata ingår i släktet Scytalaspis och familjen pansarsköldlöss. Inga underarter finns listade i Catalogue of Life.